# 226
226是一個在225和227之間的自然數。

## 數學性質
- 合數，正因數有1、2、113和226。
質因數分解為{\displaystyle 2\times 113}。
- 虧數，真因數和為116，虧度為110。
- 不尋常數，大於平方根的質因數為113。
- 第76個半質數。前一個為221、下一個為235。
- 無平方數因數的數。
- 十进制的奢侈數。
- 中心五邊形數

## 其他領域
- 226年
- 二二六事件
- 1989年的電影226_(電影)。